# Soaresia
Soaresia is een geslacht van hooiwagens uit de familie Gonyleptidae.
De wetenschappelijke naam Soaresia is voor het eerst geldig gepubliceerd door H. Soares in 1945. 

## Soorten
Soaresia is monotypisch en omvat slechts de volgende soort:
- Soaresia uncina